# Martino d'Avanzo
Martino d'Avanzo (12 de septiembre de 1937, Acquaviva Delle Fonti, Italia-16 de junio de 2019), más conocido como el chef Dino, fue un gastrónomo italiano radicado en Venezuela.

## Carrera
Dino fue uno los chef que más tiempo duró en la pantalla en Venezuela, pasando por diferentes canales y trabajando en varios restaurantes. En la década de los noventa tuvo su programa de televisión en Televen, «Desde mi Cocina» (el cual comenzó como «La Alegre Cocina de Dino», una sección del matutino «Música y Chistes» conducido por Franco Colmenares), teniendo décadas de transmisión ininterrumpida. Dino posteriormente estaría también en el canal La Tele. El último canal en el que estuvo fue Globovisión con el programa «La Alegre Cocina de Dino's».
Falleció el 16 de junio de 2019, por un ACV.